# 에드 밀리밴드
에드워드 새뮤얼 밀리밴드(영어: Edward Samuel Miliband, 1969년 12월 24일 ~ , 영국 런던 출생)는 영국의 정치가이자 경제학자이다. 노동당 당수를 역임하였고 영국 하원 의원으로 재직중이다. 옥스퍼드 대학교 코퍼스크리스티 칼리지를 졸업하고 런던 정치경제대학교에서 석사학위를 취득했다. 에드워드의 아버지는 영국의 마르크스주의 사회학자인 랄프 밀리밴드로, 그 영향으로 노동당원이 되었다. 고든 브라운 전 총리의 재무장관 시절 비서로 정치에 입문해 재무부 경제자문을 거쳐 2005년 동커스터 북부에서 노동당 하원의원에 당선되었다. 그 후 고든 브라운 내각에서 랭커스터 공국 총리와 내각장관을 지내고 개각 후 다시 에너지·기후변화 장관을 역임했다. 추밀원의 일원이다.
2010년 영국 총선에서 노동당이 패배하자 고든 브라운이 당대표를 사임하였으며, 밀리밴드는 그를 이어 노동당의 대표로 선출되었다. 2015년 영국 총선 패배로 당대표를 사퇴하였다. 2020년 키어 스타머에 의해 예비 내각의 기후변화·넷제로부 장관이 되었으며, 2024년 영국 총선에서 노동당이 승리한 후 에너지안보·넷제로부 장관으로 임명되었다.

## 역대 선거 결과
| 선거명      | 직책명                         | 대수 | 정당   | 득표율 | 득표수   | 결과 | 당락                       |
| ----------- | ------------------------------ | ---- | ------ | ------ | -------- | ---- | -------------------------- |
| 2005년 선거 | 하원의원 (동커스터노스 선거구) | 54대 | 노동당 | 55.52% | 17,531표 | 1위  | 동커스터노스 하원의원 당선 |
| 2010년 선거 | 하원의원 (동커스터노스 선거구) | 55대 | 노동당 | 47.34% | 19,637표 | 1위  | 동커스터노스 하원의원 당선 |
| 2015년 선거 | 하원의원 (동커스터노스 선거구) | 56대 | 노동당 | 52.77% | 20,708표 | 1위  | 동커스터노스 하원의원 당선 |
| 2017년 선거 | 하원의원 (동커스터노스 선거구) | 57대 | 노동당 | 60.77% | 25,711표 | 1위  | 동커스터노스 하원의원 당선 |
| 2019년 선거 | 하원의원 (동커스터노스 선거구) | 58대 | 노동당 | 38.68% | 15,740표 | 1위  | 동커스터노스 하원의원 당선 |
| 2024년 선거 | 하원의원 (동커스터노스 선거구) | 59대 | 노동당 | 52.35% | 16,231표 | 1위  | 동커스터노스 하원의원 당선 |